# Meterkonventionen

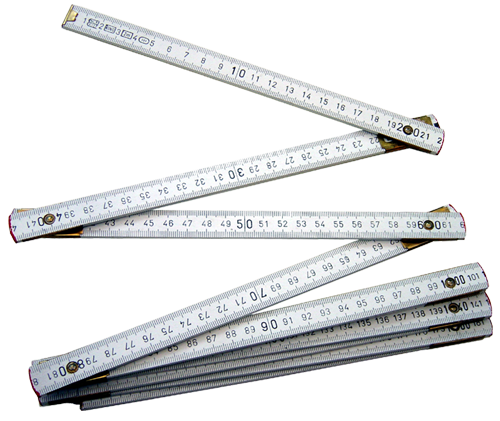
En tumstock, som trots namnet är indelad i centimeter - i enlighet med meterkonventionen.

Meterkonventionen är ett internationellt fördrag som slöts mellan 17 stater 20 maj år 1875. Det etablerar metersystemet (numera SI) som enhetligt internationellt måttsystem. Konventionen ändrades år 1921. Antalet medlemsstater är i för närvarande 63 (2021) med 39 stater som är associerade, vilket betyder att de följer arbetet och konventionen men inte är fullvärdiga medlemmar.
Genom konventionen skapas de tre tillsynsorganisationerna:
- CGPM, Conférence Générale des Poids et Mesures – sammankomster vart fjärde till sjätte år med representanter från alla medlemsstater,
- BIPM, Bureau International des Poids et Mesures, Internationella byrån för mått och vikt – ett internationellt centrum för metrologi beläget i Sèvres i Frankrike, och
- CIPM, Comité International des Poids et Mesures – en administrativ kommitté med årliga möten hos BIPM.